# Heinrich von Beust
Heinrich Leopold von Beust (* 17. Mai 1778 in Neuensalz; † 2. Mai 1843 in Brambach) war königlich-sächsischer Amtshauptmann und Besitzer der Rittergüter Neuensalz, Zobes, Brambach, Elsterberg und Franckenhof.
Heinrich von Beust stammte aus dem altmärkischen Uradelsgeschlecht derer von Beust. Sein Vater war Friedrich Wilhelm von Beust (1735–1816) auf Neuensalz, Zobes und Reichstädt. Er war Amtshauptmann und adeliger Kreissteuereinnehmer im Vogtländischen Kreis sowie königlich-sächsischer Kammerjunker.
Dem ersten konstitutionellen Sächsischen Landtag gehörte er 1833/34 in der I. Landtagskammer als gewählter Rittergutsbesitzer des Vogtländischen Kreises an.

## Familie
Er heiratete 1809 in Schmorkau Christiane Charlotte von Carlowitz (* 24. Dezember 1789; † 9. Januar 1848). Aus der Ehe gingen vier Kinder hervor:
- Adolf Eduard (* 12. Dezember 1810; † 14. Dezember 1882), Oberbergrat ⚭ 1846 Cäcilie Frederike Hoffmann (* 12. April 1819; † 23. Januar 1891)
- Heinrich Woldemar (* 13. April 1818; † 27. Januar 1898), Kreishauptmann ⚭ 1864 Adolfine Marie von Wurmb (* 21. Oktober 1837)
- Ernst Roderich (* 13. Januar 1834) ⚭ 1857 Emma Franziska Römer (* 12. Oktober 1833; † 7. Juli 1886)
- Richard Leopold (* 13. August 1826), Oberforstmeister